# Efeito Kuleshov
Efeito Kuleshov consiste em uma montagem de imagens demonstrando um rosto sem expressões intercalado com imagens que tenham significado para o espectador.
Na experiência de Kuleshov, foram usadas as imagens de um prato de sopa, seguida pela de uma criança dentro de um caixão e, em seguida, a de uma mulher num sofá. A impressão que temos é a de que o rosto exibido entre as apresentações dessas três imagens têm expressões diferentes a cada momento, mas na verdade a imagem do rosto é a mesma. Essa percepção se deve à nossa interpretação da cena apresentada.
Este efeito também é estudado por psicólogos.